# Kościół Acheiropoietos
Kościół Acheiropoietos (gr. Παναγία Ἀχειροποίητος) – bizantyjski kościół z V wieku w mieście Saloniki, regionie Macedonia Środkowa w północnej Grecji. Znajduje się w centrum miasta, przy ulicy Agias Sofias, naprzeciwko placu Makedonomachon. Ze względu na wyjątkową wczesnobizantyjską architekturę, kościół został wpisany na Listę Światowego Dziedzictwa UNESCO w 1988 roku wraz z innymi paleochrześcijańskimi i bizantyjskimi zabytkami Salonik.

## Historia
Świątynia jest jednym z najstarszych kościołów w Salonikach, pochodzącym z V wieku. Istnienie monumentalnego dziedzińca po południowej stronie kościoła wskazuje, że był on połączony z najważniejszą arterią starożytnego miasta, Leophoras (obecnie ulicą Egnatia). Kościół Acheiropoietos to duża wczesnochrześcijańska bazylika, która zachowała się prawie w całości w swojej pierwotnej formie. Została zbudowana na rzymskim kompleksie łaźni publicznych, którego części zachowały się na zewnątrz i pod kościołem. Wydaje się, że w okresie wczesnego chrześcijaństwa północno-wschodnia część łaźni nadal funkcjonowała.
Świątynia jest określana jako kościół Dziewicy, a nawet jako Wielki Kościół Dziewicy, Matki Bożej, aż do XIV wieku. Wówczas to (w dokumencie z 1320 roku) nazwa Acheiropoietos pojawia się po raz pierwszy. Nazwa ta jest prawdopodobnie związana z ikoną Dziewicy w postawie błagalnej, która była przechowywana w kościele. Bizantyjskie źródła pisane podają również, że św. Demetrios był czczony razem z Dziewicą w kościele Acheiropoietos, co może wyjaśniać szczególną rolę kościoła w procesji ku czci patrona Salonik.
Po zdobyciu miasta przez Turków sułtan Murad II przekształcił kościół w muzułmański dom modlitwy, zwany Eski Camii, który pozostał oficjalnym tureckim meczetem przez cały okres panowania osmańskiego. O tureckim podboju przypomina inskrypcja na ósmej kolumnie od wschodu w północnej kolumnadzie kościoła.

## Architektura i wystrój
Kościół Acheiropoietos to trójnawowa bazylika z narteksem. Po jego zachodniej stronie zachowane są ślady eksonarteksu (otwarta część narteksu). Do eksonarteksu prawdopodobnie przylegało atrium, w miejscu którego znajduje się obecnie plac Makedonomachon. Dach kościoła posiada konstrukcję drewnianą, obecny jest niższy niż pierwotnie z powodu likwidacji świetlika nad nawą główną.

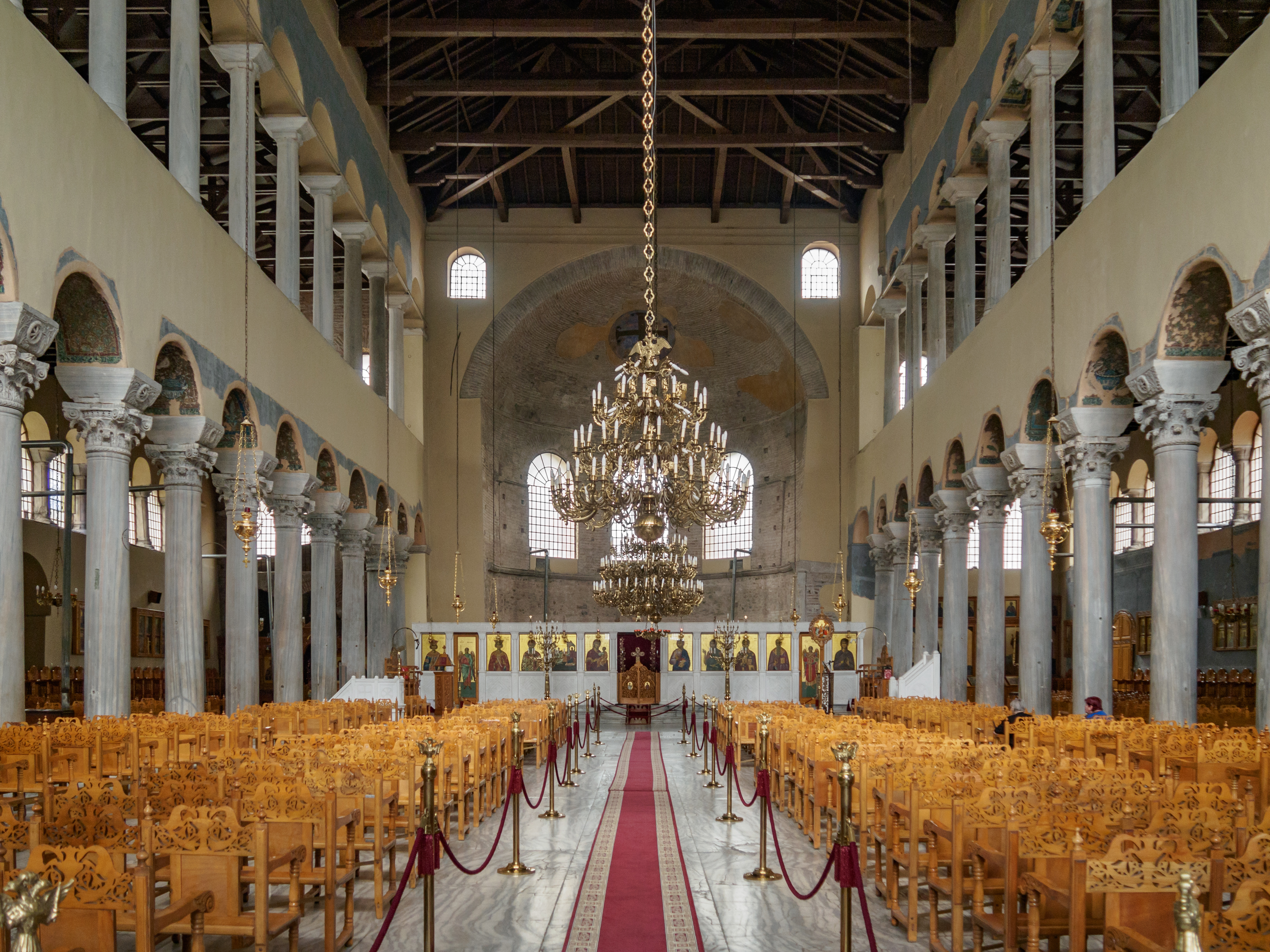
Wnętrze

Wnętrze kościoła podzielone jest na trzy nawy. Środkowa nawa jest ponad dwa razy szersza od naw bocznych (stosunek szerokości nawy bocznej do nawy głównej wynosi 1:2,3). Nawy boczne wydzielają rzędy 12 kolumn, wykonanych z marmuru prokonezyjskiego, nad nimi znajdują się empory, również ograniczone kolumnadami. W części wschodniej kościoła, na przedłużeniu głównej nawy, znajduje się prezbiterium z syntronem i tronem biskupa, nakryte dużą, półkolistą konchą. Na zakończeniu północnej nawy (od strony wschodniej) umieszczona jest kaplica Hagia Eirene.
Po stronie zachodniej do korpusu nawowego przylega narteks mający kształt wąskiej prostokątnej przestrzeni. Narteks połączony jest z wnętrzem kościoła trzema wejściami - środkowe, główne, jest w formie potrójnego łuku rozdzielonego dwiema kolumnami z zielonego marmuru. Wejścia boczne, symetryczne, prowadzące do naw bocznych, są otworami zamkniętymi łukowo (wejście po stronie północnej jest zamurowane).
W elewacji wschodniej kościoła dominuje apsyda prezbiterium o układzie schodkowym. W niej umieszczone jest duże, potrójne okno z filarami. Wcześniej w tym miejscu znajdowało się pięciodzielne okno, do dzisiaj zachowały się fragmenty konsol, które podpierały słupki pierwotnego okna. Do południowej elewacji kościoła przylega aneks, który prawdopodobnie pełnił funkcję baptysterium bazyliki.
Na północnym dziedzińcu bazyliki znajdują się ślady dwupiętrowej, sklepionej oficyny, a w północno-zachodnim narożniku zachowały się schody prowadzące na empory ze śladami rozległych napraw z VII wieku, które prawdopodobnie wykonano po trzęsieniu ziemi w latach 620–630.

### Mozaiki i posadzki

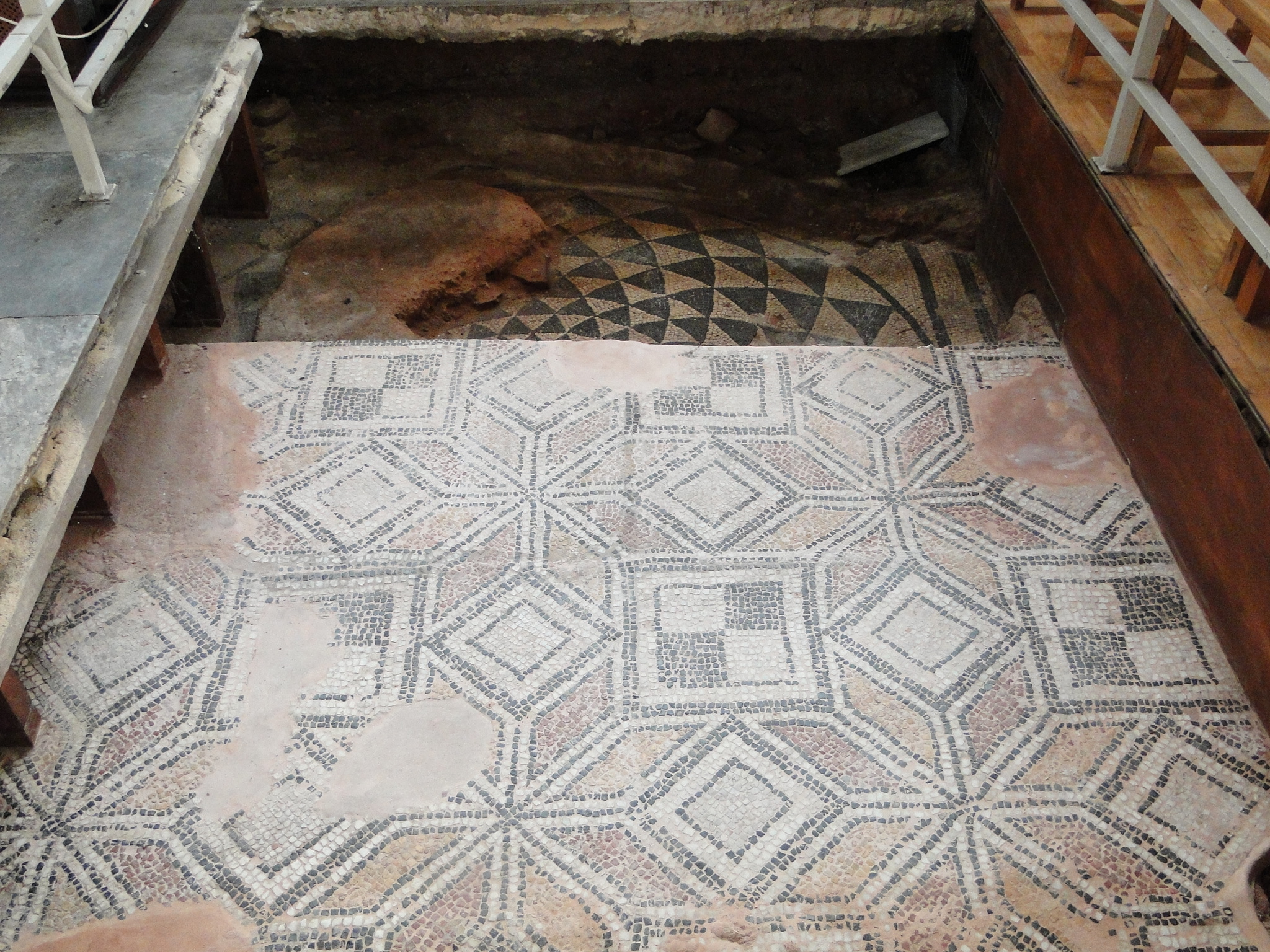
Posadzka z czasów rzymskich

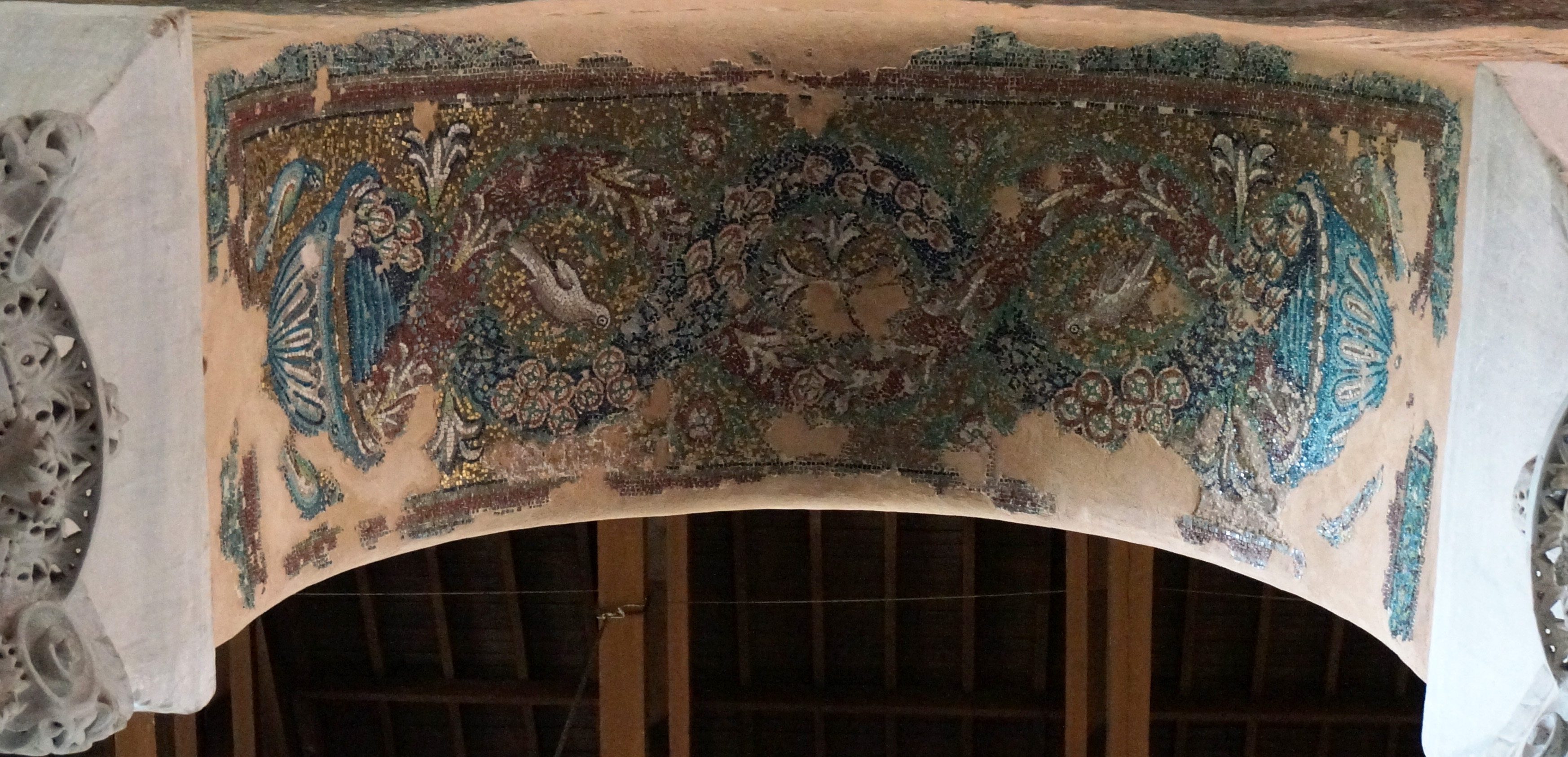
Mozaika na podłuczu arkady

W kościele zachowały się oryginalne marmurowe posadzki w nawie głównej (z marmuru prokonezyjskiego), południowej nawie bocznej oraz kaplicy Hagia Eirene. W nawie północnej odsłonięte są trzy warstwy posadzek: pierwsza i ostatnia są z mozaikami, a środkowa, należąca do wcześniejszego, rzymskiego kompleksu łaźni, wykonana jest z marmurowych płyt.
Mozaiki w kościele przedstawiają motywy charakterystyczne dla okresu wczesnochrześcijańskiego. Zachowały się one w podłuczach arkad na parterze i na południowej emporze, na sklepieniach w narteksie, na arkadach i na oknie w zachodniej ścianie. Na mozaikach są przedstawienia krzyża i Pisma Świętego oraz motywy eucharystyczne. Symboliczne odniesienia do raju stanowią wazy z wodą, ptakami, owocami i rybami. Na zachodniej ścianie baptysterium znajdują się ślady mozaiki z motywem ornamentalnym.

### Malarstwo ścienne
Nad południową kolumnadą zachowała się polichromia z okresu bizantyjskiego kościoła przedstawiająca czterdziestu męczenników z Sebasty, którzy ponieśli śmierć za panowania cesarza Licyniusza. Zachowanych jest 18 namalowanych postaci w przedstawieniu całopostaciowym (nad kolumnami) na przemian z popiersiami (nad szczytami arkad). Każdy męczennik jest w ubiorze żołnierza, a w ręce trzyma krzyż - symbol męczeńskiej śmierci. Rząd męczenników otwiera i zamyka świecznik z zapaloną świecą – symboliczny element występujący w scenach o charakterze pogrzebowym. Ślady malowideł ściennych zachowały się również w kaplicy Hagia Eirine.

### Datowanie kościoła
Bazylika wraz z jej wystrojem (mozaiki, dekoracje rzeźbiarskie) jest datowana prawdopodobnie na okres po 450 roku, w trzeciej ćwiartce V wieku. Datowanie to jest poparte skojarzeniem fundatora mozaik Andreasa, z księdzem Andreasem, który brał udział w Soborze chalcedońskim (w 451 roku) jako przedstawiciel arcybiskupa Salonik.
Dodatkowym argumentem za takim datowaniem jest jednolita stylistycznie dekoracja rzeźbiarska świątyni i jej podobieństwo do rzeźbiarskich detali klasztoru Stoudios w Konstantynopolu (453-454).